# 恰馬里
恰馬里，是印度比哈爾邦的穆斯林社群。

## 起源
恰馬里是個半游牧小族羣，傳统職業是養牛，大部分人也是來自改宗伊斯蘭教的恰馬爾種姓成員。他們大多分布在 Begusarai, Munger和巴特那，大多数恰馬里人無地，依靠他們地主鄰居生活。他們是非常邊緣化，文盲率是非常高的賤民羣體，因為他們許多營地在鄉村的邊緣，並且無法上學。恰馬里是遜尼派穆斯林，並行嚴格内婚制。